# Sebastian Tolibowski
Sebastian Tolibowski herbu Nałęcz (zm. przed 15 maja 1602 roku) – pisarz ziemski brzeskokujawski w latach 1552–1602.
Poseł województwa brzeskokujawskiego na sejm piotrkowski 1567 roku i sejm 1576/1577 roku.
Był wyznawcą luteranizmu. 